# アメリカ陸軍特殊部隊群
アメリカ陸軍特殊部隊（アメリカりくぐんとくしゅぶたい、英: US Army Special Forces (Airborne)）は、アメリカ陸軍特殊作戦コマンド隷下の第1特殊部隊コマンドに所属する特殊部隊である。グリーンベレー（Green Berets、グリンベレーとも表記）の通称で知られ、これは特殊部隊資格課程を修了し該当部隊に所属する将兵だけが着用を許される緑のベレー帽にちなむ。ベレーの記章は「交差した2本の矢の上に短剣、下にリボン」。リボンにはラテン語で「DE OPPRESSO LIBER」（抑圧からの解放）と入れられている。また、単純に「Special Forces」を省略してSFと呼称することもある。

## 概要

グリーンベレーの記章。1961年のグリーンベレー採用と同時に使われ始めたde oppresso liber（抑圧からの解放）と記されている。記章をベレーに着けるのは下士官までで、将校はこれが階級章に変わる

アメリカ陸軍所属の特殊部隊であり、主に対ゲリラ戦を行う。「陸軍の歩兵200人に相当する戦力を、グリーンベレーの隊員一人が保有している」とされる。この表現は、優れた戦闘技能そのものに加えて、彼等の作戦が《敵国内の反乱分子に戦闘教育を行い、自国の戦力として育成し、作戦を実施すること》を目的としているためでもある。また、海外での活動を視野に入れているため、高度な語学教育を受けることでも知られている。
グリーンベレーで経験を積んだ後にデルタフォースを目指す隊員もいる。
現在、アメリカ陸軍特殊部隊としては5個現役グループ、2個州兵グループ、1個訓練グループが存在している。
近年、グリーンベレーの訓練を実施しているものの中には、PMC（民間軍事会社）に所属する従業員も存在している。彼等もまたグリーンベレーなどの特殊部隊OBである。

## 主な任務

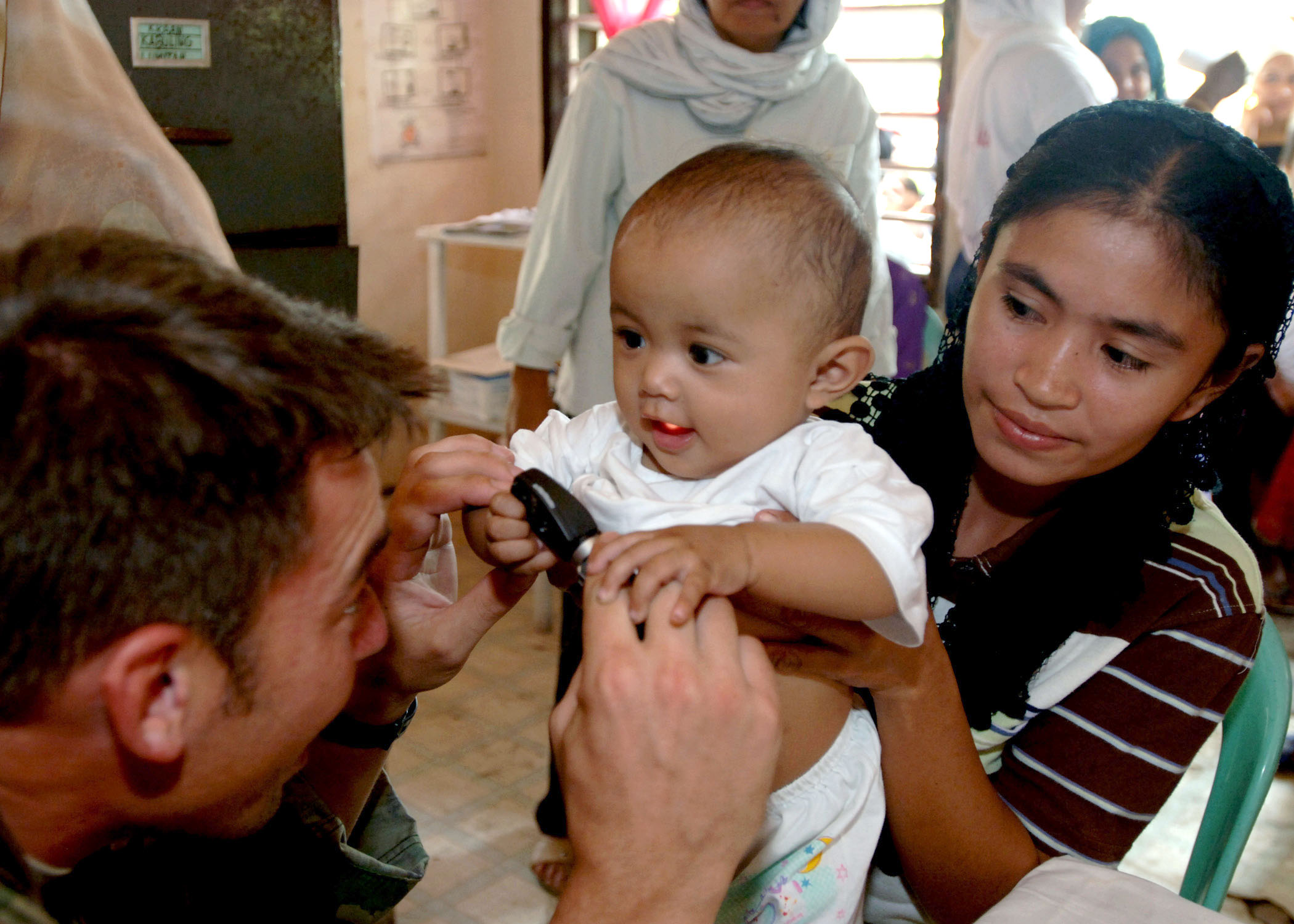
フィリピンで乳児の検査をする第1特殊部隊グループ隊員

グリーンベレーは、戦闘部隊であると共に友好国の軍や親米軍事組織に特殊作戦や対ゲリラ戦の訓練を施す訓練部隊でもある。
グリーンベレーの最も有名なモットーは「抑圧からの解放」であり、
戦時にはハーツ・アンド・マインズ （人心獲得作戦）や現地人で構成されたゲリラ部隊の編制および訓練、指揮など不正規戦(UW:Unconventional Warfare)が主な任務である。2001年9月11日の9.11テロの報復軍事進攻では、反タリバン政権の代表的な勢力である北部同盟に近代戦術の訓練を施した。
主任務であるUWの他、グリーンベレーには外国国内防衛(FID:Foreign Internal defense)、特殊偵察(SR:Special Reconnaissance)、直接行動(DA:Direct Action)、対テロ作戦(CT:Counter-Terrorism)、戦闘捜索救難(CSAR:Combat Search and Rescue)、 人質救出作戦(HR:Hostage Rescue)等の幅広い任務を付与されている。

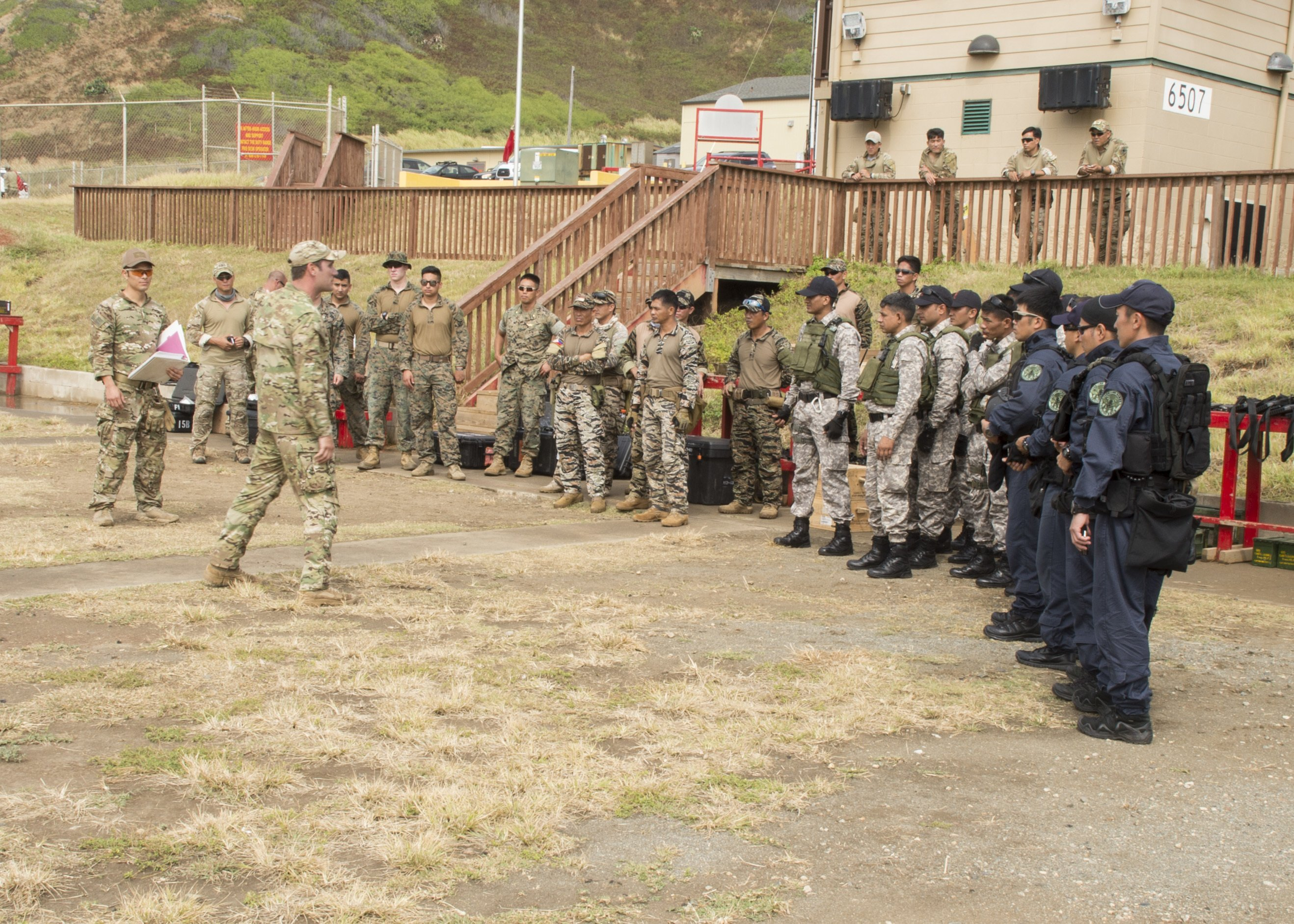
2012年のリムパックにおいて、射撃訓練に参加する各国特殊部隊に安全指導を行う1stSFG隊員

各SFGの中で特定の一個中隊は致命的脅威顧問中隊(CTAC:Critical Threat Advisory Companies、過去には危機対応部隊CRF:Crisis Response Forces、CIF:Commanders In-extremis Forceとも)に指定され、DA、CT及びHRに特化した編成、能力(特殊部隊応用偵察目標分析・発見技術課程:SFARTAETCや特殊部隊狙撃コース:SFSC)、装備等を保有する。
実際に彼らが戦闘に参加する際は、対ゲリラ戦、敵地や敵部隊の偵察・斥候、正規部隊の先導といった突入任務、空挺部隊の降下地点の選定誘導、爆撃機や攻撃機の爆撃誘導など、最前線で後続を確保するための血路を開くことが主な任務となる。また、敵の後方攪乱や破壊工作なども行う。

## 過去に参加した主な戦争・作戦・事件
- 1960年代~1970年代：ベトナム戦争及び開戦以前 （ベトナム）

現地部隊の訓練、北ベトナムでの不正規戦
- 1962年：キューバ危機後の対ゲリラ戦 （グアテマラ内戦、ドミニカ占領、ボリビア内戦、エルサルバドル内戦）

グアテマラ、ボリビア、エルサルバドルで現地部隊の訓練　死の部隊を用いて内戦に関与
- 1980年代：ソ連アフガニスタン侵攻 （アフガニスタン）

ソ連軍に対抗するために、アラブ諸国中からイスラム義勇兵「ムジャヒディン」を集め、訓練
- 1989年：パナマ侵攻 （パナマ）

パナマでの不正規戦
- 1991年：湾岸戦争 （イラク）

エジプト軍特殊部隊の訓練、その後、ソマリアで反アイディード派組織の訓練
- 2001年〜2021年：アフガニスタン紛争 （アフガニスタン）

同時多発テロに対するアルカイダへの報復攻撃及びタリバン政権打倒と北部同盟の部隊の支援を目的とした「不朽の自由作戦」に参加。その後は、新アフガニスタン国軍への軍事支援及びタリバン、アルカイダ、ISIL掃討を目的とした「確固たる支援任務」、「自由の番人作戦」。
- 2001年〜進行中：アフリカの角における不朽の自由作戦。アフリカ諸国軍隊への支援及び強化。
- 2002年3月：アフガニスタンで決行された“アナコンダ作戦”（英語版）に参加。
- 2002年〜2015年：フィリピンにおける不朽の自由作戦 （フィリピン）

アブ・サヤフなどのゲリラ討伐のため、フィリピン軍への支援活動　第1特殊部隊グループが派遣される。
- 2003年〜2011年：イラク戦争 (イラク)

各特殊作戦及びクルド人系武装勢力およびイラク治安部隊に訓練を施す。
- 2005年6月：アフガニスタンで決行されたレッド・ウィング作戦で戦死または行方不明になったNavy SEALs隊員の捜索に参加。
- 2008年〜2017年：ウガンダ内戦（英語版）に関与。
- 2007年〜進行中：ジュニパーシールド作戦（英語版）中央アフリカ周辺諸国軍隊の軍事指導やテロ対策及び人身売買・武器・麻薬取締を目的とした作戦。
- 2014年〜進行中：「生来の決意作戦」

ISIL台頭後の対テロ紛争 (イラク、シリア、ニジェールなど)においてISILに対抗する各勢力の訓練・支援活動。第3および第10特殊部隊グループが派遣される。
- 2017年10月4日：第3特殊部隊グループ のODA3212小隊11名とニジェール兵30名が、ISIL幹部（英語版）の捕獲または殺害作戦を決行。しかし悪天候のためヘリボーン作戦は中止となったため陸路で野営地に向かったが既に引き払われた後だった。その帰路、重武装した約50人の敵戦闘員に待ち伏せ攻撃を受け、4名の隊員が戦死した。詳細は“トンゴトンゴの待伏せ”（英語版）

- 2021年：ギニアでの政変に関与。
- 2023年4月23日、スーダンでの戦闘激化のため、アメリカ大使館員とその家族らを救出する作戦をNavy SEALsと共同で行う[4]。

## 歴史
アメリカ特殊部隊のルーツは、18世紀半ばにイギリス、フランスが戦った「フレンチ・インディアン戦争」における民兵組織である。彼らのような不正規戦部隊は、続くアメリカ独立戦争や南北戦争でも後方撹乱任務などで活躍している。

### 第二次世界大戦
第二次世界大戦下に現在のグリーンベレーに近い部隊が創設された。1942年7月、モンタナ州で米兵やカナダ軍兵を中心に、ドイツ占領下のノルウェーで特殊作戦を行うことを目的とした「第1特殊任務部隊」が編制される。しかし、ノルウェーでの作戦は非現実的だったため、正規戦闘部隊としてイギリス軍コマンドー部隊を手本に創設された第1レンジャー部隊（後の第75レンジャー連隊）と共にイタリア戦線に投入された他、アメリカの同盟国の軍隊や特殊部隊の育成・訓練も行った。また、これ以外にも、Office of Strategic Services（後の中央情報局）のメンバーを中心に東南アジアへ向けて分遣隊が編制・投入され、太平洋戦争でのキスカ島奪還作戦で活躍した。

### 冷戦
第二次世界大戦終結後、新たにイデオロギーの対立が世界を東西に二分した。冷戦である。フランス領インドシナ（現ベトナム）の第一次インドシナ戦争、イギリス領マラヤ（現マレーシア）のマラヤ動乱、朝鮮半島の朝鮮戦争が勃発し、ソビエト連邦と中国に支援された民族解放と呼ばれる新たな戦争の形態が確立した。こうした事態に、イギリス軍は空軍の連隊と偽装してSAS（特殊空挺部隊）を再編、マラヤへ投入した。朝鮮半島では、ソ連と中国に支援された北朝鮮軍が南進を開始し、これにより米軍は急遽、増援部隊を派遣して対抗した。米軍部隊との通常戦闘における敗北が目立ち始めた北朝鮮軍は、戦法をゲリラ戦に変更した。ハーグ陸戦条約を無視したゲリラ戦法の前に、正規戦用に訓練された米軍は大いに悩まされた。米軍は対ゲリラとして、第2次大戦のイタリア戦線で活躍したレンジャー部隊を朝鮮半島に投入したが、思った以上の戦果は上げられなかった。
大戦終了後に第1特殊任務部隊は解体され、しばらくはアメリカ軍には不正規戦部隊が存在しなかった。しかし、米ソの東西冷戦が確立したことをきっかけに、ロバート・マクルアー准将により、1952年6月19日、現在は特殊部隊の基地で有名となったノースカロライナ州フォート・ブラッグの心理戦センターで、第1特殊任務部隊やOSS、レンジャー部隊の出身者を中心に「第10特殊部隊グループ（10th SFG）」が創設された。この10th SFGは、非公式に朝鮮戦争に投入されている。第2次大戦より、東南アジアと深い関わりがあり、インドシナ戦争以前からアメリカはベトナムに関与していた。フランスがベトナムから正式に撤退すると、アメリカは公式に経済・軍事的に援助を開始する。1953年に10th SFGは、西ドイツに派遣され、米軍はフォート・ブラッグに残る部隊を拡大して、「第77特殊部隊グループ（77th SFG）」を編制する。この77th SFGの分遣隊が、1954年にタイと南ベトナムに軍事顧問として派遣された。
1956年、心理戦センターは特殊戦争センターに改称される（1965年には、JFK特殊戦訓練センターに改名される）。
1957年に77th SFGより選出された分遣隊と、埼玉県朝霞市のキャンプ・ドレイクに駐屯していた分遣隊を中心に、特殊部隊グループの3番目の部隊「第1特殊部隊グループ（1st SFG）」がインドシナ半島の共産化を防ぐために編制される。同部隊は、沖縄を本部とし、台湾、タイ、ラオス、ベトナムへ派遣された。また、同時期に南ベトナムのニャチャン（ナトラング）でコマンドー訓練センターが開設した。

### ベトナム戦争

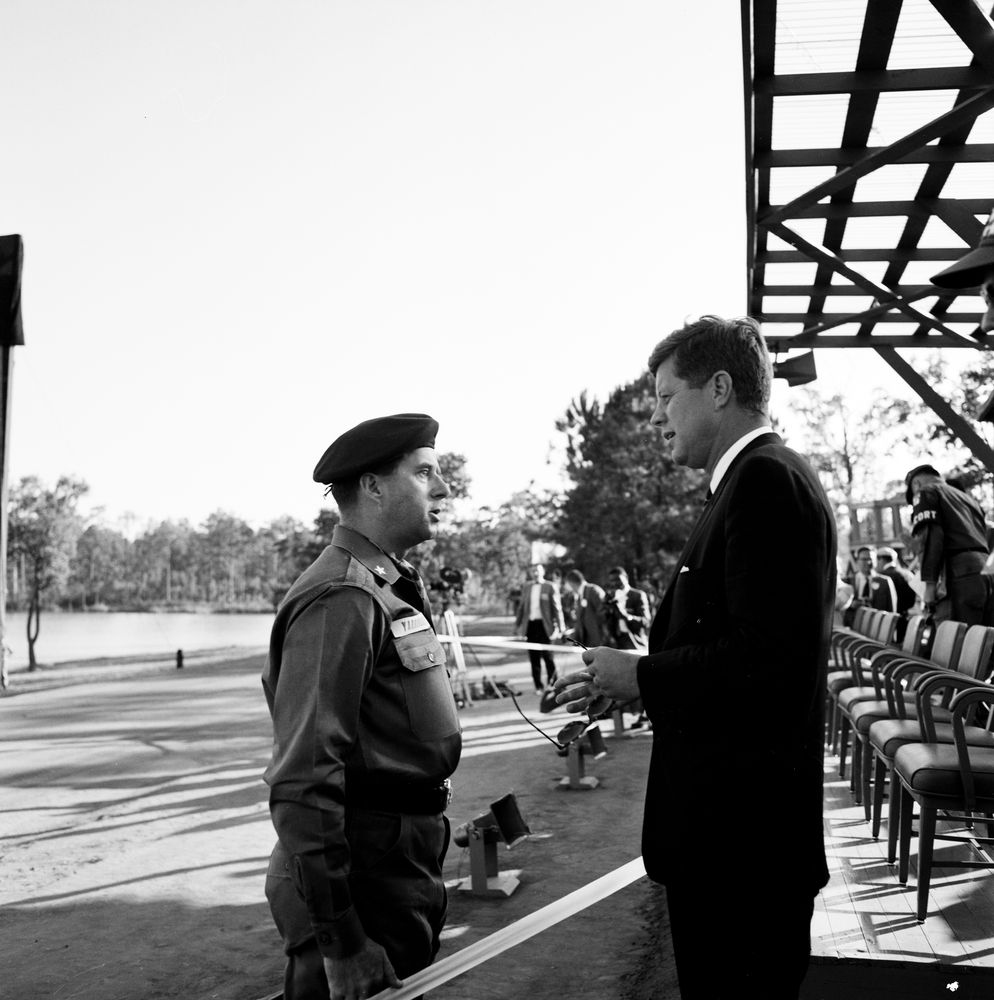
1961年10月12日、フォート・ブラッグにて特殊部司令官ウイリアム・P・ヤーボロー 准将（左）と会うケネディ大統領（右）

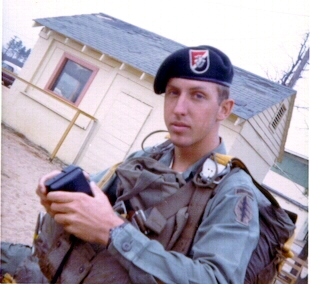
ホワイトスター作戦におけるProject 404に参加する第7特殊部隊グループ隊員（1970年）

1960年に77th SFGは「第7特殊部隊グループ（7th SFG）」と改称され、南ベトナムの軍事顧問として派遣され、現地で4番目の部隊「第5特殊部隊グループ（5th SFG）」が編制される。また、ユタ州フォート･ベニングで1961年5月1日に「第19特殊部隊グループ（19th SFG）」が編制される。同年9月25日、当時のアメリカ合衆国大統領ジョン・F・ケネディが議会で「冷戦下では秘密戦争が主で特殊部隊が必要である」と発言、これにより5th SFGがフォート・ブラッグで「特殊部隊」として正式に創設され、ベトナム戦争で特殊作戦に従事した。また、ケネディ大統領は同年10月12日にフォート・ブラッグを訪れた際、特殊部隊員たちを激励している。これ以降、特殊部隊グループに所属している将兵には、緑色のベレー帽の着用が認められ、後に「グリーンベレー」の通称で呼ばれるようになる。だが、伝統を重んじる軍上層部は、当初着用には反対だった。だが、ケネディ大統領が、「彼らは特別だ。期待している。」と言って決まった。5th SFGは、ベトコン対策を支援するため、南ベトナムに派遣される。ちなみに、同時期に陸･海･空･海兵隊において、不正規戦部隊の編成が開始される。
グリーンベレー設立当初、一般部隊の指揮官たちは、自身の部隊の優秀な兵士が特殊部隊に編入されてしまうため、グリーンベレーを嫌っていた。元々、一般部隊からの叩き上げ軍人は特殊部隊を嫌悪する傾向があり、特殊部隊に志願しようとする兵士に嫌がらせが降りかかる程だった。
ベトナム戦争を通じ、グリーンベレーが一貫して行っていた任務は、ベトナミゼーション（戦争のベトナム化）である。これは、《ベトナム戦争をベトナム国内の問題として、できる限り米国の軍事介入を避けるため、現地人の手に委ねよう》という試みである。1961年11月のブオンエナオでグリーンベレーはCIAの支援を受け、民間不正規戦グループ（CIDG）計画をスタートする。この計画は、ベトナム中部山岳地帯に住む少数民族モンタニヤール（モンタニヤード）に軍事訓練を施し、南ベトナム軍不正規戦部隊として活用するというものである。彼らは訓練の他に、モンタニヤールと共に生活しながら医療活動などを通じて信頼関係を築き、その結果、CIDG計画は成功を収めた。1963年の終わり頃には、米軍特殊部隊に忠誠を誓う18000名のCIDG攻撃隊員が120個中隊で編制され、グリーンベレーによる指揮のもと、国境周辺のパトロールや監視を行った。最大で、80もの前線基地で40000人のCIDG隊員が北ベトナム軍や南ベトナム解放民族戦線と戦闘を繰り広げた。ちなみに、当初アメリカ軍は、CIDG部隊を南ベトナム軍の指揮下に置くつもりであったが、彼らのような山岳少数民族は差別を受けるため、トラブルが絶えなかったという。そのため、CIDG部隊はベトナム戦争が終結するまで、米軍の指揮下で活動した。この様に、ベトナム戦争では大きな人的損耗を出すことなく、価値ある軍事支援を行ってきた。少数の軍事顧問によって、敵地に大規模戦闘部隊をつくりあげる、彼らが『戦力増強部隊』と自称する所以である。また、現在では地元人との意思疎通のため、現地語も学ぶ。だがベトナム戦争時は任務のため語学訓練が不完全なまま現地入りしなければならなかったので、臨機応変な対処が必要だった。
1962年2月、ついにアメリカは南ベトナム軍に対して本格的な訓練を開始するため「MACV（U.S. Military Assiatance Command, Vietnam：南ベトナム軍事支援米軍司令部）」が創設される。同年9月、ベトナム各地で活動している1st SFG、5th SFG、7th SFGを統括するため、「ベトナム派遣アメリカ特殊部隊司令部」がニャチャン（ナトラング）に設立される。1963年2月、アメリカ軍事顧問団は顧問軍と名称を変更し、1964年に南ベトナム軍特殊部隊（LLDB）の訓練を開始する。それまでは、各グリーンベレー部隊のAチームが半年交代の一時派遣であったが、戦闘が拡大したため、部隊ごとベトナムへ赴くことになる。1963年にパナマのフォート･ギュリックで「第8特殊部隊グループ（8th SFG）」が創設され、12月5日にもフォート･ブラックで「第3特殊部隊グループ（3rd SFG）」が編制される。
1964年5月、「プロジェクト･デルタ（デルタ計画）」が始動する。この計画は、CIDG隊員とLLDB隊員に長距離偵察訓練を施すものだったが、実戦に投入されたのはCIDG隊員とグリーンベレー隊員の志願者の混成部隊だった。彼らは「ロードランナー」という通称で呼ばれ、チャールズ・ベックウィズ（後のデルタフォース創設者）の指揮下で行動した。初期編制は12個の偵察チームだったが、後期には16個へと拡大された。1個偵察チームは、グリンベレー2名とCIDG4名の計6名で構成される予定であったが、実際にはグリーンベレー4名、CIDG6名の計10名となった。この「特殊長距離偵察パトロール（LRRP）」は多大な戦果を上げ、後の1967年にはより攻撃的な戦闘偵察パトロール部隊へと発展。プロジェクト・シグマ、オメガ、ガンマの各部隊が誕生する。
1964年7月6日に、ナム・ドン前哨基地で5th SFG分遣隊チームA-726の隊員12名とモンタニヤードの民兵が約300名、他数十名が、北ベトナム軍約900名と激しい攻防戦を展開（ナム・ドンの戦い）。
1967年11月、「MACV-SOG（U.S. Military Assiatance Command, Vietnam Studies and Observation Group：南ベトナム軍事支援米軍司令部/研究・偵察グループ）」がグリーンベレー、海軍のNavy SEALs、海兵隊のフォース・リーコン、空軍の第90特殊作戦飛行隊などの各不正規戦部隊を指揮・統制を行うため、新たにサイゴン近郊のタンソニェット空港内に設立された。ちなみに、名称のSOGは、実際には秘密裏に不正規・非合法活動を行うための特殊部隊司令部であることをマスコミに隠すためのカバーネームである。指揮権はアメリカ国防総省、CIAが握っていたとされる。ベトナム戦争においても活動内容は秘匿性が高く、MACVや各部隊が所属している原隊についても作戦内容は一切明かされておらず、MACVの統制下というのは形式上であり、実際はCIAの秘密作戦を行うものだった。
なお、ベトナム戦争において、SOGがどのような任務を行ってきたかは現在でもほとんど公開されておらず、謎が多い。北ベトナム、ラオス、カンボジアへの越境潜入作戦、捕虜の情報収集や救出、北ベトナム側の要人の誘拐・暗殺などを行っていたとされる。
1968年にプロジェクト･フェニックス（フェニックス計画/作戦）に参加。
1969年12月1日、3rd SFGが解散される。
1970年には、LRRPは1200名のCIDGを指揮下に置き、越境作戦などを実施した。また、北ベトナムの敵戦線後方の偵察のみならず、ラオス、カンボジアにも侵入していたといわれている。
1970年11月20日、アイボリー･コースト作戦（ソンタイ捕虜収容所奇襲作戦）に参加。
1972年、8th SFGが解散。
アメリカ国内の反戦運動が過熱し、1973年1月にアメリカはパリ和平協定でベトナムからの撤退を公式に決定した。同年3月12日に、その後の特殊作戦は南ベトナム軍に引き継がれたが、1975年に北ベトナムの勝利で戦争は終結する。CIDGの損害は不明。米軍撤退後も彼ら山岳少数民族はベトナム新政府と1992年まで戦い続けた。
パリ和平協定で、1973年3月には完全に米軍は撤退したが、南ベトナムが崩壊する1975年4月まで、第69統合整備･支援中隊のカバーネームで、特殊部隊をアメリカ大使館に陸軍掩護部隊として活動していた。作戦内容は、CIAの指揮下でラオス、カンボジア、北ベトナムに潜入する作戦であった。14個の地上戦部隊にそれぞれ2名のアメリカ人、4名の現地人で編制されており、その他にも数名の非戦闘員で構成された。この間の戦闘で戦死した者は、戦闘中行方不明者扱い、または軍籍を除外されていた可能性がある（一人は名誉勲章追贈の際に、ようやく事実が公表された。）。
ベトナム戦争において、グリーンベレーはCIAの指揮下での活動ではラオスでの特殊作戦が中心で、パテト・ラオの共産軍に対抗するため、ラオス王国軍やメオ族におよそ3万人に訓練を施していた。補給については、エア・アメリカというCIAが管理していた航空会社が行った。1975年には、ベトナム統一、カンボジアでの民主カンプチア成立に伴い、アメリカはラオスから手を引いた。この際、CIAの協力者8万人が処刑された。

### ベトナム戦争後
ジミー・カーター政権によって行われた「人権外交」でCIAは弱体化した。同じように特殊部隊も縮小化が行われた。元々、グリーンベレーなどの特殊部隊は作戦行動において秘匿性が強いため、前線では正規部隊と個別に運用されることが多く、指揮系統も異なっていた。このため、グリーンベレー、他特殊部隊はベトナム戦争末期頃から、軍内部において孤立した存在となっており、人員削減を繰り返すことになり、縮小化の一途をたどる。
1981年1月21日、大統領にロナルド・レーガンが就任すると、レーガン政権のもと、CIAや特殊部隊は復権することになる。「強いアメリカ」を目標に、軍事強固路線をたどるレーガンは、1st SFGを再編。特殊部隊の勢力は取り戻され、大規模戦争から小規模紛争に至るまで、様々な戦争に対処できる部隊として位置付けられた。

### ソビエト連邦のアフガニスタン侵攻
1978年にアフガニスタンに成立した共産主義政権を支える事を目的に、1979年にソ連はアフガニスタンへと侵攻した。これに対抗するため、CIAはムジャヒディンを支援、武器提供などをした。グリーンベレーもアフガンの民兵を訓練し、ソ連軍と対決させた。

### エルサルバドル内戦
アメリカ合衆国は、中米地域に対して伝統的にも地理的にも強い影響力を持つが、1959年のキューバ革命以降、中南米に共産主義が台頭し始め、強い警戒を示していた。ベトナム戦争以降、アメリカ政府は情勢不安定な地域に軍事顧問を派遣、親米組織の支援することが外交政策の一環となっていたが、中南米の共産化を防ぐ意味でも、現地軍の強化は死活問題であり、中米諸国に対してグリーンベレーを中心とする軍事顧問を派遣した。それが端的に現れているのが、エルサルバドル内戦におけるエルサルバドル軍の支援である。エルサルバドルは1979年に内戦に突入、それから4年間で左翼武装組織FMLN（ファラブンド・マルティ民族解放戦線）が勢力を拡大、アメリカを大いに警戒させた。そのため、レーガン大統領は、急遽第3特殊部隊グループに所属するグリーンベレー隊員55名からなる軍事顧問団を編制、派遣した。しかし、ベトナム戦争の敗戦で外交政策に影を落としてしまったがため、レーガン大統領は軍事顧問団に戦闘地域を避け、訓練のみに徹するよう命じたとされる。
グリーンベレーは到着後、対ゲリラ戦に特化した精鋭大隊(アトラカトル大隊など)を数個編制。この部隊をお手本として、当時3万人ほどで構成されていたエルサルバドル軍は、部隊を再編成、強固な軍へと生まれ変わる。これにより、1985年以降、情勢はエルサルバドル政府有利になり、1992年に政府側の勝利で内戦が終結した（ちなみに、FMLN自体は合法政党化した）。なお、この内戦でエルサルバドル軍はゲリラ容疑者やシンパをかき集めては、即決裁判を行い直ちに処刑するなど、非常に残忍であったが、陰謀論としてこれら行為にグリーンベレーは関与したのではないかと疑われるも、明確な証拠は存在しない。

### 冷戦終結
東西冷戦が終結し、世界大戦のような大規模戦争の危機は遠のいた。しかし、東西冷戦下の二極化から冷戦終結後の多極化への移行にあたり、大国のイデオロギーや国力に押されていた民族、宗教問題による紛争が世界中で勃発する結果となった。これにより、特殊部隊の重要性が増加、グリーンベレーも湾岸戦争やイラク戦争、アフガニスタン紛争などに投入された。現在は主に中近東やアフリカ諸国での対テロ作戦に従事しており、一部の部隊が駐留、現地民への医療支援や食料支援、ゲリラ・テロリストの捜索等、幅広い任務を行っている。
2020年、女性兵士1人が特殊部隊員養成のための訓練を修了し、「グリーンベレー」に加わると明らかにした

## 組織構成

### 2008年における組織図
陸軍特殊部隊コマンド（Special Forces Command）の指揮下には、5個現役特殊部隊グループと2個州兵特殊部隊グループが置かれている。なお、1960年に設置された第1特殊部隊連隊は事実上シンボル的な役割を果たす名誉組織となっており、通常の連隊としての機能は持たないため、ほとんど場合は組織編成表から省かれている。

### 現役部隊

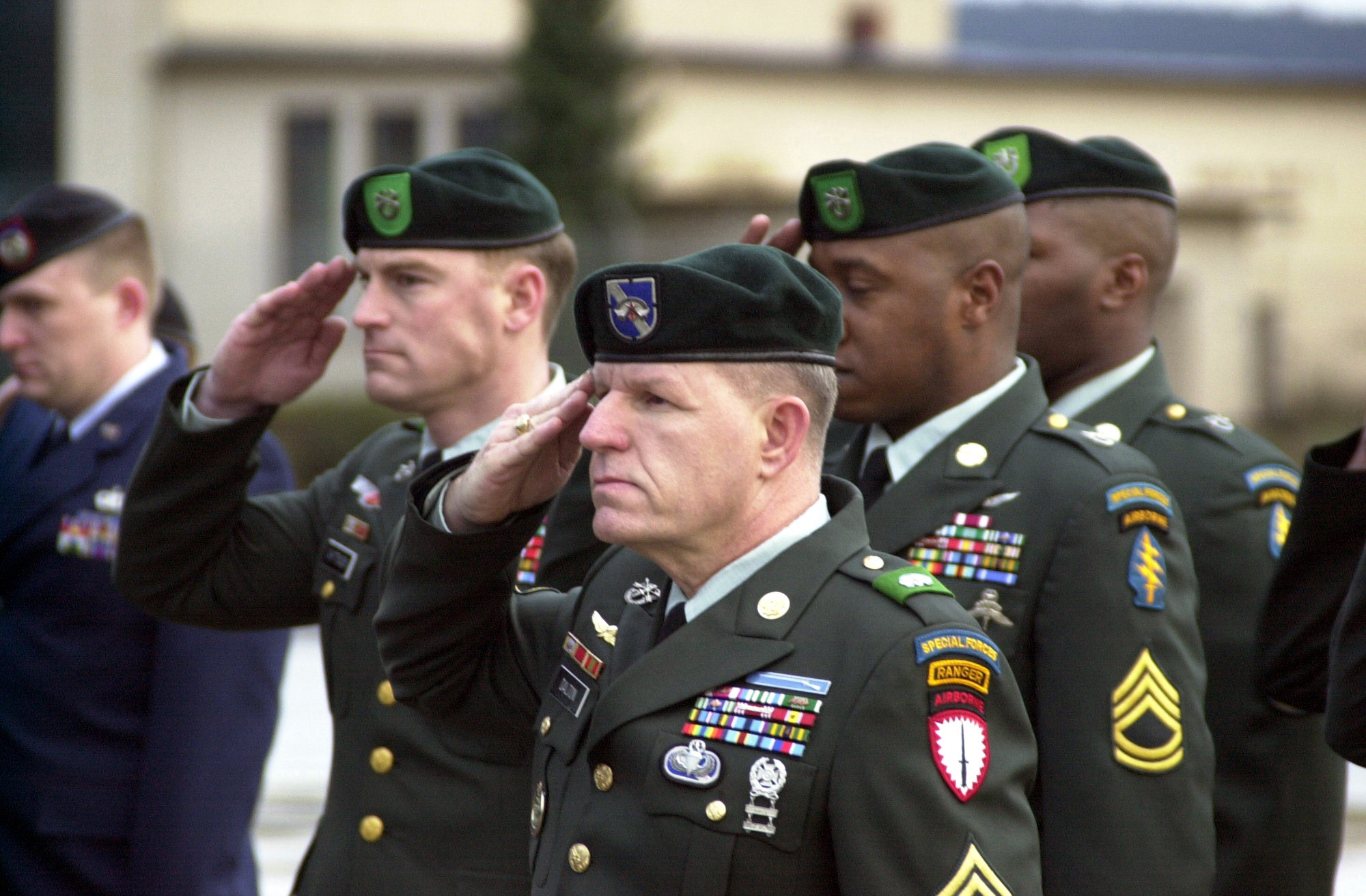
戦死者の遺体を迎えて敬礼　ドイツ・ラムシュタイン空軍基地で　一番手前の軍曹はヨーロッパ特殊作戦コマンド、それ以外の全員は第10特殊作戦グループ所属

- 第1特殊部隊グループ（空挺）：アメリカインド太平洋軍担当

所在地：ワシントン州フォートルイス
担当：アジア／太平洋地域
備考：日本・沖縄(トリイ通信施設)に第1大隊が、韓国に第39特殊部隊分遣隊がそれぞれ常駐
- 第3特殊部隊グループ（空挺）：アメリカアフリカ軍担当

所在地：ノースカロライナ州フォートブラッグ
担当：アフリカ地域
- 第5特殊部隊グループ（空挺）：アメリカ中央軍担当

所在地：ケンタッキー州フォートキャンベル
担当：中央アジア、中東、アフリカの各地域（ソマリア周辺）
- 第7特殊部隊グループ（空挺）：アメリカ南方軍担当

所在地：ノースカロライナ州フォートブラッグ
担当：中南米地域
備考：2005年に、2011年9月を期限としてフロリダ州エグリン空軍基地への移転が発表されたが、移転作業が遅延している。
- 第10特殊部隊グループ（空挺）：アメリカ欧州軍担当

所在地：コロラド州フォートカーソン
担当：ヨーロッパ地域
備考：ドイツに第1大隊が常駐。
- ユタ陸軍州兵第19特殊部隊グループ（空挺）：アメリカインド太平洋軍及びアメリカ中央軍担当

所在地：ユタ州ソルトレイクシティ
担当：アジア／太平洋地域、中央アジア、中東、アフリカの角地域（ソマリア周辺）
備考：陸軍州兵。第1および第5特殊部隊グループの予備戦力。
- アラバマ陸軍州兵第20特殊部隊グループ（空挺）：アメリカ南方軍担当

所在地：アラバマ州バーミングハム
担当：中南米地域
備考：陸軍州兵。第7特殊部隊グループの予備戦力。
- 第1特殊戦訓練グループ

所在地：ノースカロライナ州フォートブラッグ
担当：全ての特殊部隊訓練。

### 活動停止済み
- 第6特殊部隊グループ (6th Special Forces Group / 6th SFG)
- 第8特殊部隊グループ (8th Special Forces Group / 8th SFG)
- 第11特殊部隊グループ (11th Special Forces Group / 11th SFG)
- 第12特殊部隊グループ (12th Special Forces Group / 12th SFG)

### 編成
なお、担当地域は厳格に指定されておらず、必要ならば他のグループが補強や交代として派遣されることが多々ある。実例として、2001年のアフガニスタン戦争には州兵部隊を含む全特殊部隊グループが投入されている。また、先の湾岸戦争やイラク戦争でもメインの第5特殊部隊グループを補強するために第10特殊部隊グループや第3特殊部隊グループが派遣されている。
現役特殊部隊グループ（第1／第3／第5／第7／第10）の定員は1765名で、グループHHC（本部&本部付き中隊）、第1・第2・第3・第4の4個大隊、グループ支援中隊から構成されている。州兵特殊部隊グループ（第19／第20）の定員は1382名で、グループHHC（本部&本部付き中隊）、第1・第2・第3の3個大隊（第19特殊部隊グループのみ第1・第2・第5の3個大隊）、グループ支援中隊から構成されている。一つの特殊部隊グループの構成作業は、最小単位である12名編成のアルファ作戦分遣隊（Operation Detachment Alfa、ODA／Aチーム）を6個集める（12×6=72）ところから始まる。これに中隊本部の役割を果たす11名編成のブラヴォー作戦分遣隊（Operation Detachment Bravo、ODB／Bチーム）を併せて1個中隊（72+11=83）が作られる。同じ作業をあと二度繰り返し、A・B・Cの3個中隊（83×3=249）に大隊本部の役割を果たす37名編成のチャーリー作戦分遣隊（Operation Detachment Charlie、ODC／Cチーム）と97名編成の大隊支援中隊を併せると1個大隊（249+37+97=383）が作られる。最後に4個（州兵の場合は3個）大隊（383×4=1532／383×3=1149）と89名編成のグループHHC、そして144名のグループ支援中隊を併せて1個特殊部隊グループ（1532+89+144＝1765／1149+89+144=1382）の完成である。

### アルファ作戦分遣隊（ODA／Aチーム）
Operation Detachment Alphaの略（以下、OD部分のみ全てのレベルについて同じ）。特殊部隊グループを知る上で基本かつ非常に重要な小部隊である。
既に述べたとおりチームは12名編成。
規定の内訳は、
- 指揮官1名（大尉）
- 副官1名（准尉長または准尉）
- チーム／作戦下士官1名（曹長）
- 情報／作戦補佐下士官1名（1等軍曹）
- 兵器専門家2名（1等軍曹と2等軍曹）
- 工兵専門家2名（1等軍曹と2等軍曹）
- 通信専門家2名（1等軍曹と2等軍曹）
- 医療衛生専門家2名（1等軍曹と2等軍曹）

となっている。しかし、近年の特殊部隊は慢性的な人材不足に陥っており、10名未満のチームや下士官が指揮を執るチームも少なからず存在する。

### ブラヴォー作戦分遣隊（ODB／Bチーム）
11名編成で、特殊部隊中隊の本部として機能する。
規定の内訳は、
- 中隊長1名（少佐）
- 中隊副官1名（大尉）
- 中隊付き准尉1名（准尉長）
- 中隊付き先任曹長1名（上級曹長）
- チーム／作戦下士官1名（曹長）
- 情報／作戦補佐下士官1名（1等軍曹）
- 通信専門家2名（1等軍曹と2等軍曹）
- 医療衛生専門家1名（1等軍曹）
- 補給下士官1名（2等軍曹）
- NBC（核・生物・化学）兵器対策下士官1名（3等軍曹）

となっている。なお、補給およびNBC兵器対策下士官は特殊部隊資格課程を修了していない支援要員である（つまり、特殊部隊所属ではあるがグリンベレーではない）。
なお、A・B・Cの各中隊に所属するODAは習得すべき技能が決められており、A中隊のODAはHAHO/HALO、B中隊のODAは潜水および水中作戦、C中隊のODAはMOUT/CQBをそれぞれチーム技能として維持・発展するよう求められる。

### チャーリー作戦分遣隊（ODC／Cチーム）
37名編成で、特殊部隊大隊の本部として機能する。:
人員構成は、
- 大隊長（中佐)
- 大隊副官（少佐）
- 大隊付き准尉（准尉長）
- 大隊付き先任曹長（上級曹長）

を中心とし、情報、作戦、兵站、通信、工兵、医療衛生、民事等多様なスタッフが揃っている。

### グループHHC
89名編成で、特殊部隊グループの本部として機能する。
人員構成は、
- 司令官（大佐）
- 副司令官（中佐）
- 副官（少佐）
- 部隊付き最先任上級曹長（上級曹長）を中心とし、
- 本部付き中隊長（少佐）
- 部隊付き准尉（准尉長）

を中心とし、総務、人事、情報、作戦、兵站、通信、工兵、医療衛生、民事、心理作戦等多様なスタッフが揃っている。

### アルファ作戦分遣隊の識別方法
全てのアルファ作戦分遣隊（ODA）には「ODA-1235」のような4桁のナンバーが付番されており、それによってそのODAの所属する特殊部隊グループ、大隊、中隊が識別できる仕組みになっている。詳しく述べると、ODAに付番されている4桁のナンバーのうち、最初の1桁はグループを、次は大隊を、その次は中隊を、そして末尾の数字は何番目のチームかをそれぞれ表している。これを現役および州兵の各特殊部隊グループごとに見ると、以下のようになる。
- ODA-1XXX → 第1特殊部隊グループのODA
- ODA-3XXX → 第3特殊部隊グループのODA
- ODA-5XXX → 第5特殊部隊グループのODA
- ODA-7XXX → 第7特殊部隊グループのODA
- ODA-0XXX → 第10特殊部隊グループのODA
- ODA-9XXX → 第19特殊部隊グループのODA
- ODA-2XXX → 第20特殊部隊グループのODA

先頭から2桁目以降の数字に関しては全グループ共通の割り当て方となっている。先頭から2桁目の大隊を表す数字には1～4（州兵の場合は1～3）のいずれかが、先頭から3桁目の中隊を表す数字には1～3（各々A・B・Cの各中隊に相当）のいずれかが、末尾のODAを表す数字には1～6（各中隊は6個のODAを保有するため）のいずれかが、それぞれ割り当てられる。
これらを踏まえた上で、例として先述の「ODA-1235」というチームを見てみる。まず、先頭の1は第1特殊部隊グループを表している。次の2は2番目の大隊、つまり第2大隊を表している。その次の3は3番目の中隊、つまりC中隊を表している。そして最後の5はその中隊に所属する5番目のチームだということを表している。よって「ODA-1235」は「第1特殊部隊グループ第2大隊C中隊に所属する5番目のAチーム」ということになる。

### 特殊部隊増強計画
2008年8月8日、第5特殊部隊グループで4個目の特殊部隊大隊が活動を開始した。これは、現在も進行中である米軍特殊作戦部隊トランスフォーメーション計画の一部であり、加えてここ近年、アフガニスタンやイラクにおける任務で多忙だったODAのオプテンポ（作戦従事頻度）を軽減するための措置であった。予定では、今後約1年ごとに他の特殊部隊グループにも4個目の大隊を増設していくようである。なお、新設された第5特殊部隊グループ第4大隊の人員は、同グループ内の他の大隊、JFK特殊戦センターなどで教官を務めているベテラン隊員、他グループからの志願者、選抜訓練を突破したばかりの新入り隊員などから確保したというが、今後も同様の手法でまとまった人員確保を継続できるか否かが注目されている。

### 特別プロジェクトチーム
一部のソースによれば、特殊部隊内には政治的に微妙な作戦に従事する小規模な隠密班が存在するといわれる。関係者の間では、そのメンバーの風貌から「ロングヘア（長髪）チーム」とも呼ばれているという。当然のことながらチームの存在は通常の部隊編成表には載っておらず、また、彼等は通常の指揮命令系統からは外れて国防総省やその他政府機関の直接指揮下に入って活動するとされる。

## 潜入手段
グリーンベレーは、陸、海、空から作戦地域に潜入及び離脱ができる。
陸路からの潜入には、オートバイやクアッドから4WDなどの全地形に対応できる車両、クライミングやスキーまで、あらゆる種類の潜入手段を使う。
海からの潜入では複合艇やカヌーを使用したり、特殊な水中呼吸器や水中スクーターを使用し、泳いで上陸することもある。
空からは、HALO（高高度降下低高度開傘）など特殊な降下法を使用し、敵地にパラシュート降下する他、ヘリボーン等を行う。

## 入隊資格
- 自発的な志願者であること
- 現役勤務の男性軍人であること(※2015年以降、国防総省長官令により女性も入隊資格を得た)
- アメリカ合衆国の市民権を有していること
- 空挺資格保有、または空挺訓練へ志願できること
- ブーツと戦闘服を着用したままで50メートル泳げること
- 陸軍一般適性テストで100ポイント以上を記録できること
- 陸軍体力テストで229ポイント（17歳～21歳の基準）以上を記録できること
- レンジャー／特殊部隊体力テストに合格できること
- 医療健康基準が陸軍規定40-501に合致すること
- 秘密取扱資格（セキュリティクリアランス）[9]保有、またはそれを取得できる見込みがあること
- 現在のMOS（軍事特技区分）または基本兵科を特殊部隊の陸軍職種区分に変更できること
- 飛行士や軍医などある特定のMOSまたは兵科で現在勤務していないこと
- 新兵から一等兵の場合はMOSにおける「歩兵」または「火力支援歩兵」の資格のみを保有していること
- 入隊後、最低36ヵ月間は勤務できること
- 以前に特殊部隊を除隊していないこと
- 軍法会議を含めて交通違反以外の逮捕歴がないこと
- 二親等中に精神異常者や自殺者がいないこと

以上が基本的な志願資格である。これらの他に志願者の階級に応じてさらに条件が追加される。

### 士官
- 大尉、または大尉への昇進が決まっている中尉であること
- セキュリティクリアランスにおける最高機密資格の取得基準に適合していること
- 将校基礎課程を修了しており、現在の所属兵科および部隊での勤務成績が優秀であること
- 国防語学適性テストの成績が85ポイント以上、または国防語学熟練テストにおけるリーディング／リスニングの成績がそれぞれ1ポイント以上であること

### 下士官
- 伍長（または特技兵）以上、1等軍曹以下であること
- 高校卒業資格またはそれに相当する資格を保有していること
- 現在、教練軍曹または募兵担当でないこと
- 入隊後も勤務を続ける意思があること
- 現在の所属兵科および部隊から特殊部隊資格課程への参加許可を得ていること
- 臨時勤務を命じられている場合、その期間が特殊部隊資格課程の開始を延期しない程度であること
- 陸軍人的資源コマンドより義務付けられた海外勤務期間を3分の2以上終了していること
- （伍長、特技兵、3等軍曹の場合）特殊部隊資格課程参加前に現在所属部隊から異動できること
- （特技兵の場合）兵士長課程を修了していること
- （2等軍曹の場合）他の部隊への配属を希望中でないこと
- （1等軍曹の場合）陸軍入隊時からの勤続期間が12年以内および現在の階級に昇進してからの勤続期間が9ヵ月以内で、6ヵ月以内に特殊部隊資格課程のための基地移動が可能であり、かつ空挺資格またはレンジャー資格を保有していること

以上の条件を満たした者は、次項で説明する特殊部隊資格課程に送られる。

## 訓練課程
特殊部隊員の証である緑色のベレー帽と特殊部隊タブを勝ち取るためには、長く厳しい特殊部隊資格課程(Special Forces Qualify Course/通称：Qコース)を修了しなければならない。Qコースは以下の6段階から構成されている。
- 第1段階：特殊部隊評価選抜（19日間）
- 第2段階：語学訓練（18～24週間）
- 第3段階：個人技能（12週間）
- 第4段階：専門技能（15～48週間）
- 第5段階：総合演習（4週間）
- 第6段階：修了手続きと卒業式典（1週間）

訓練を担当するのはJFK特殊戦センターの第1特殊戦訓練グループで、同グループの教官のほとんどはベテランの特殊部隊員である。

### 第1段階：特殊部隊評価選抜（19日間）
特殊部隊評価選抜(SFAS)では、訓練生がこの先長期にわたる特殊部隊資格課程を継続でき、さらに特殊部隊員として配属後も勤務し続けられる基本的な素質（基礎体力や協調性等）を備えているか否かを見極めるためのもので、体力テスト、障害物コース、走破訓練、行軍訓練、基本的なランドナヴィゲーションとサバイバル訓練、問題解決能力の測定、チームワークなどが含まれている。
SFAS合格者のうち、下士官の者に対しては現役の5個特殊部隊グループ（第1・第3・第5・第7・第10）、必須習得言語、4種類の特殊部隊専門技能（兵器・工兵・医療衛生・通信）についての説明が行われる。彼等はその説明を聞いた上で「希望リスト」に自分の希望する配属グループ、習得言語、専門技能を記述して提出する。このリストは、上層部が各訓練生にどの言語と専門技能を習得させ、どの特殊部隊グループに配属するか判断する目安として用いられる。平均して訓練生の8割程度は希望通りになるというが、当然、その時々特殊部隊側が要求している内容が優先されることはいうまでもない。
その後、訓練生達は教官が指揮する「I-ODA」と呼ばれる15～20名ごとのチームに分けられる。ここで出会ったメンバーとは（専門技能訓練が最も長い医療衛生専門家希望の者を除き）基本的にQコース卒業まで苦楽を共にすることとなる。

### 第2段階：語学訓練（18～24週間）
この段階は、訓練生の語学レベルを特殊部隊員として最低限要求される水準にまで引き上げることを目的としている。しかし、この時点で既に訓練生の語学レベルが国防語学熟練テストの要求水準に達していれば、この段階が免除される場合がある。なお、空挺資格やセキュリティクリアランスの取得見込みとしてQコースへ参加した者のうち、この第2段階開始までに取得できなかった者は失格となる。
語学の習得状況は熟練度によって分けられており、基本的なコミュニケーションができるのが熟練度1、ある程度高度な会話が可能なのが熟練度2、ネイティヴ並みの会話ができるのが熟練度3である。熟練度3に達するには最長で3年近く掛かることもあるという。また、訓練では頻繁に試験があり、常に7割以上の得点をキープしないと失格となる。習得言語分野の一覧は以下の通り。
- 第1分野（18週間）：フランス語、スペイン語
- 第2分野（18週間）：インドネシア語
- 第3分野（24週間）：ペルシャ語、タイ語、タガログ語、ロシア語
- 第4分野（24週間）：アラビア語、朝鮮語、標準中国語

### 第3段階：個人技能（12週間）
この段階では、高度なランドナヴィゲーション、小規模部隊における指揮運用・偵察パトロール・待ち伏せ攻撃など上級歩兵技能と基本的な特殊部隊戦術の習得に主眼が置かれる。また、最後の3週間はSERE課程で専門的かつ過酷なサバイバル訓練と尋問耐久訓練を受けることになる。

### 第4段階：専門技能（15～48週間）
この段階では、特殊部隊の士官または下士官として必要な専門技能の習得に加え、他機関との連携活動要領の教育も実施される。士官は特殊部隊分遣隊将校課程に、下士官はいずれかの専門家課程に参加する。
特殊部隊分遣隊将校課程（18A訓練課程／15週間）
Aチーム指揮官としてのリーダーシップや非在来戦における作戦計画立案と兵站などの他、学術的な面も重視されていてゲリラ戦や内乱についての詳細も学ぶ。
特殊部隊兵器専門家課程（18B訓練課程／15週間）
世界各国のあらゆる兵器について、その分解組立から使用可能な弾薬の種類、特徴、さらには手製銃や弾薬の作り方、射撃場の設営、安全操作、緊急時の対処などを数週間かけて学ぶ。あらゆる兵器の取扱に精通しなければならない理由として、武器の携帯を許されない国に潜入しなければならない場合、ゲリラなどの地下組織の使用する武器は多種多様であること、後方攪乱のために故意に敵と同じ武器を使用する場合、自分達の武器が使用不能になったり銃弾が尽きてしまった場合は敵の武器や弾薬を使用せざるを得ない、などが挙げられる。ちなみに、友好国の銃の入手は購入や提供などであるが、当然ながら敵国や仮想敵国からはそれらの方法で武器を入手することは出来ない。そのため、敵国の武器を入手する方法は、前線での鹵獲が主になる。前線の各部隊に、必要に応じて敵の武器を入手してもらい、相応の経路から訓練センターに譲渡される事になっている。
特殊部隊工兵専門家課程（18C訓練課程／15週間）
一般的な爆薬の取扱や各種地雷の機能と敷設・撤去・記録法などの標準的な工兵技能から、最小の爆薬で最大の効果を挙げるという特殊部隊工兵としての技能までを学ぶ。その他にも爆破装置や時限爆弾の作製とその除去法、小隊から師団規模の攻撃用および防御用地雷の敷設法、匂いで爆薬の種類を識別する方法、不発弾処理の方法なども訓練される。訓練が佳境に差し掛かると、手製の爆発物の作り方や現地調達の材料から爆発物を作る方法（たとえば、卵の白味と動物の血液から爆発物を作るなど）を教わり、実際に作製して実験を重ねる。
特殊部隊医療衛生専門家課程（18D訓練課程／48週間）
特殊部隊専門技能訓練の中で最も長い課程で、医療衛生の全分野にわたって学ぶ。全ての陸軍病院や軍の医療研究所、民間病院などで集中的な技能訓練を積むと、本物の医者顔負けの医療技能を身に付けることができる。まずは陸軍病院で止血法、包帯の巻き方、負傷者の運び方、応急処置法などの衛生兵としての一般的な技能を学び、続いて特殊部隊医療衛生専門家としての本格的な訓練に移る。ここからの訓練は、統合特殊作戦医療衛生訓練センターの特殊戦医療衛生グループが担当する。志願者は1000キロメートル四方に医者がいないという想定の下で猛訓練を強いられ、歯痛の応急処置から抜歯、助産法、皮膚移植、盲腸などの簡易手術、手足の切断に至るまであらゆることを学ぶ。
特殊部隊通信専門家課程（18E訓練課程／15週間）
モールス信号からコンピュータ通信に至るまで基礎から高度にわたる通信技能を学ぶ。まず手始めは、特殊部隊通信専門家の最低条件であるモールス信号を用いて1分間で最低25語の送受信ができるように訓練される（モールス信号は1語5文字なので、1分間に最低でも125文字の送受信をするということ。これにはかなりの技術を要する）。その後、コンピュータ通信、SATCOMなどの通信衛星使用方法、地上から受ける磁気の影響、周波数とアンテナの長さの相関関係、暗号作成の際の乱数表や解読装置の秘密保全、無線通信に最適な場所の選定方法、低出力無線機での長距離通信方法などを学ぶ。
特殊部隊新兵訓練課程（18X訓練課程）
18Xは、陸軍兵科の例外的な兵科コードで、新兵の内、入隊時に徴募担当官から特殊部隊専門家課程を受ける事を約束された者を示す。18Xで優秀な成績を修めた者は、改めて上記の各専門家課程に進む。

### 第5段階：総合演習（4週間）
最終段階であるこの訓練は、「ロビンセイジ」と呼ばれる非在来戦の大規模な野外演習が中心となっている。この演習の目的は、演習場に架空の国家を設けてそこに訓練生のチームを投入し、敵支配地域への潜入、現地勢力との接触・交渉・協調関係の構築、教育訓練の実施、攻撃の組織化、敵支配地域からの脱出までまさに実際の任務に模してその手順を習得させることにある。訓練生はこれまで学んできたことの集大成をここで発揮する。演習名の「ロビンセイジ」（Robin Sage）は、特殊部隊創成期の将校の一人であったJerry M. Sage大佐と、この演習の行われる場所であるノースカロライナ州ムーア郡ロビンズに由来する。Sage大佐は大戦中にOSS将校として北アフリカで戦い、戦後は特殊戦学校長や第10特殊部隊グループ司令官を歴任した人物である。

### 第6段階：修了手続きと卒業式典（1週間）

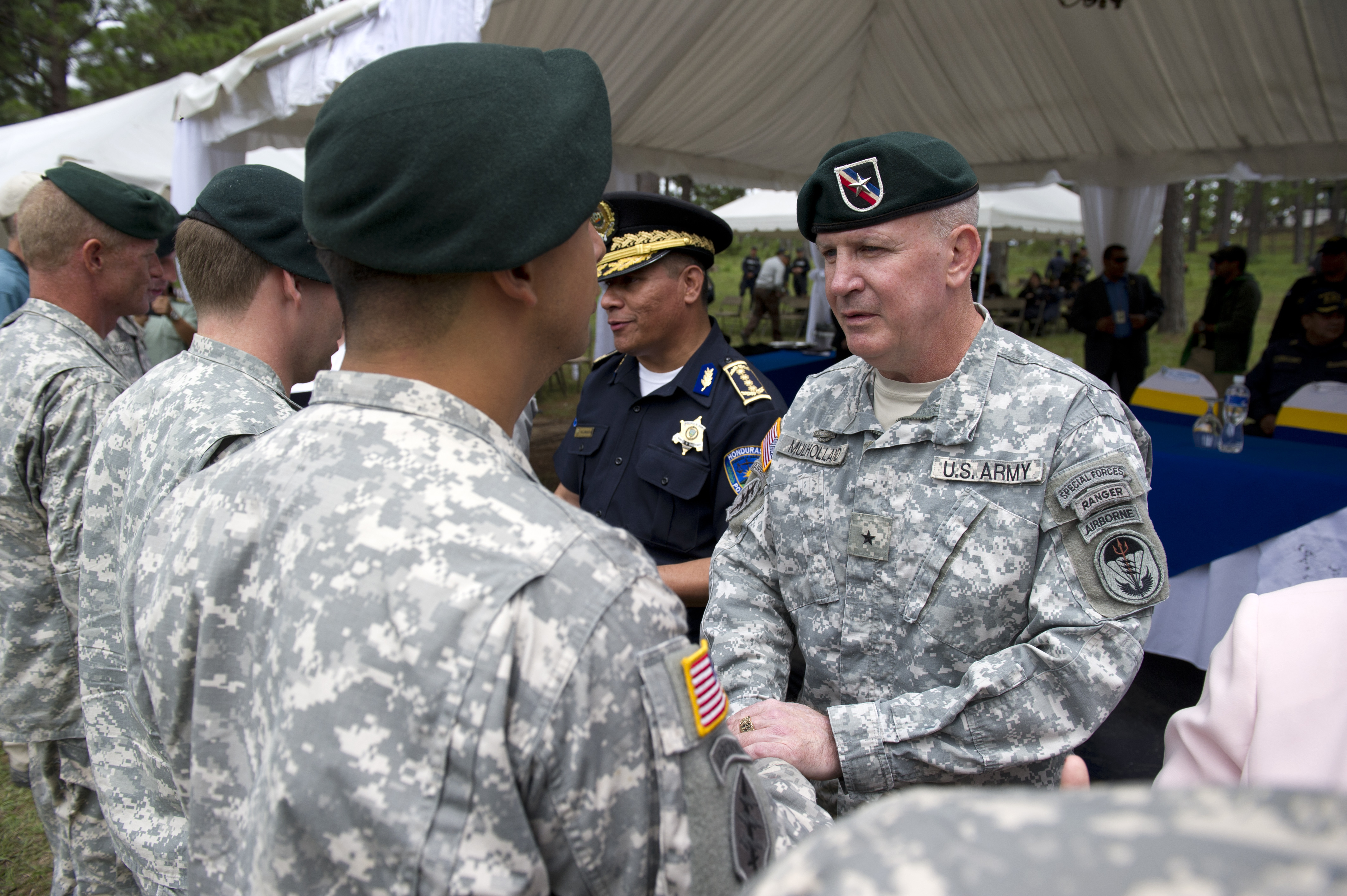
訓練課程修了式。ホンジュラスのテグシガルパにて。

ロビンセイジを終えた訓練生は修了手続きを済ませた日の午後に合否判定を受け取り、その後の数日間でこれまでの訓練で使ってきた装備の点検と返却、訓練に関するレポート作成等の事務作業を行う。やがて、卒業式典の前日になると、合格者のもとにはその人物の配属先の特殊部隊グループから代表者がやってきて、配属先のフラッシュ（部隊徽章）が縫い付けられた緑色のベレー帽が手渡され、新隊員の紹介を兼ねたディナーへ招かれる。
ディナーの翌日には盛大な卒業式典が待っている。訓練生は家族、同僚、教官達が見守る中、一人ずつ壇上に上がり、JFK特殊戦センター司令官から卒業証書を手渡される。また、合格者には他に、軍服の肩口に付ける特殊部隊タブ、隊員個人の名前とシリアルナンバーが刻まれた「ヤーボローナイフ」（グリーンベレー制定に大きな役割を果たしたウイリアム・P・ヤーボロー准将に因む）と呼ばれるボウイナイフ（狩猟用の短刀）も支給される。
こうして見事、「訓練生」から「新入隊員」となった者には2週間の休暇が与えられ、それが終わると次の2週間で配属先への異動準備を行う。しかし、着任後もすぐに実戦に参加できるとは限らない。たとえば、自分の配属されたAチームが既に海外で任務に就いている場合は彼等が帰還するまで待たなければならないし、さらに、最初のうちは実務と並行して軍事自由降下、水中作戦、近接戦闘など自分の所属するAチームの専門技術を習得しなければならない。したがって、一人前のグリンベレー隊員になるには選抜訓練を終えてもなお数年を要するのである。

### 特殊部隊員リクルート計画
組織構成の項で触れたとおり特殊部隊は慢性的な人材不足に悩まされており、近年ではそれに追い撃ちを掛けるようにして民間軍事会社の台頭によってベテランや若手の特殊部隊員が引き抜かれている。そこで最近、米陸軍は「18Xプログラム」というリクルート計画を開始した。これは、軍隊経験の全く無い民間人を街頭募集して特殊部隊員にしようというものである。正しくいえば、「18X」とはこのリクルート計画に合わせて新しく設置された特殊部隊MOS（軍事特技区分）の一つで、いわば特殊部隊員見習い資格のことである（ちなみに、特殊部隊将校は18A、特殊部隊准士官は180A、特殊部隊兵器専門家は18B、特殊部隊工兵専門家は18C、特殊部隊医療衛生専門家は18D、特殊部隊通信専門家は18E、特殊部隊情報／作戦補佐下士官は18F、特殊部隊チーム／作戦下士官は18Z）。
通常、新兵として陸軍に入隊した場合、基礎訓練を終えて1年間以上の勤務に就かなければ1等兵にまで昇進しないが、この計画では応募者を最初から1等兵待遇で入隊させ、手続きを終えるとすぐに基礎訓練と上級訓練に参加させる。これらを17週間で終わらせると、今度は3週間の基礎空挺訓練を受けさせ、グリンベレー志願者の最低条件である空挺資格を取得させる。その後、30日間の特殊作戦準備課程を経てQコースに送り込み、即席のグリンベレー隊員を育成するのである。しかし、1960年代における特殊部隊増強の折、本来ならば相応しくない人材が多数入隊し、結果的に部隊の質低下を招いたことを知っている現役ベテランやOBの隊員達からはかなり批判の声が上がっている。
また、「REP-63」という制度も存在する。これは州兵と予備役から志願者を募集するものだが、Qコース第3段階に行われる専門技能訓練のうち特殊部隊医療衛生専門家課程と特殊部隊通信専門家課程には参加することができないという条件付きである。

### その他の課程
上記に示したものは特殊部隊に入隊するための課程であるが、既に何年もの実務経験を積んだ隊員を対象としたより高度な課程も開設されている。
特殊部隊上級下士官課程
これは1994年10月3日まで「特殊部隊作戦・情報課程」と呼ばれていたもので、参加できるのは3年以上の実務経験を持つ2等軍曹以上の隊員である。これを修了すると、Aチームを運営するために必要な各種情報分析などを行う情報／作戦補佐下士官、さらに経験を積めばチーム内の下士官達を束ねて指揮官を補佐する立場であるチーム／作戦下士官になることができる。また、将来的にAチーム副官である准尉を希望する隊員にとっても必須の課程である。
この課程では指紋の解読、写真撮影、潮流を含めた一般気象知識、物資の事前隠蔽、薬莢の刻印解読、行軍などの速度判断、分隊規模から師団規模までの作戦展開手順、降下作戦、収集した情報の分析、教材作成などAチームが単独または現地勢力と共に敵支配地域内で継続的活動を行うために必要な全ての知識と技術の習得を目的としている。また、交戦中あるいは敵地潜伏中に重傷または重病のため任務遂行に支障をきたす隊員が出た場合、その抹消を決断し、実行するのも上級下士官の役目である。
特殊部隊准士官技術証明課程
特殊部隊内で准士官になる場合は少し特殊である。基本的に特殊部隊は准士官の新規採用を行っていないため、まずは下士官として入隊し、経験を積んで准士官への昇進を希望しなければならない。その場合の条件は以下の通りである。
- - 2等軍曹以上の階級であること
  - いずれかの特殊部隊MOSを保有していること
  - 最低3年間以上はAチームで勤務していること
  - 国防語学適性テストの成績が85ポイント以上、または国防語学熟練テストにおけるリーディング／リスニングの成績がそれぞれ2ポイント以上であること
  - 特殊部隊上級下士官課程を修了していること
  - 現在所属している特殊部隊グループのAチーム指揮官、中隊長、大隊長、グループ司令官のいずれかの推薦状を保有していること（他の特殊部隊准士官からの推薦状を添えるとなお良し）

上記の条件を満たし許可が下りた者は陸軍の実施する基礎准士官課程に、続いて特殊部隊准士官技術証明課程に参加する。この課程では指揮官を補佐する立場として必要な幕僚業務、心理作戦、民事活動、海外地域特有の文化や言語の知識、中期および長期作戦計画の管理、運用計画と目標データの開発と更新、どんな物理的環境下でもチームを運用するためのノウハウなど特殊部隊の戦術的／技術的なエキスパートとして相応しい事柄を学ぶ。
特殊部隊軍事自由降下課程（4週間）
軍事自由降下学校へ送られ、HAHO/HALO技能を習得する。課程前半の2週間は「グラウンド・ウィーク」と呼ばれ、訓練生はフォートブラッグの訓練施設内で航空機から降下する際の基本的な要領、垂直落下中に姿勢を安定させる方法、高高度が人体に及ぼす影響などを学ぶ。後半2週間は広大な敷地を有するアリゾナ州ユマ実験場へ移動し、完全装備での降下、夜間降下、集団降下など実際の降下訓練を行う。この課程を修了した者には軍事自由降下パラシューティスト徽章が与えられる。
特殊部隊戦闘潜水員資格課程（6週間）
フロリダ州キーウェストにある特殊部隊水中作戦学校へ送られ、SCUBAやドレーガーなどの潜水装備を用いた水中作戦技能を習得する。訓練生は昼夜における水中航法技術、水中における探索と回収、潜水艦からの出入り、船底からの潜入方法などを学ぶ。この課程を修了した者には特殊作戦ダイバー徽章が与えられる。
特殊部隊潜水医療衛生技能課程（3週間）
この課程では潜水中の負傷や病気への対処法を習得する。訓練生はヘリコプターによる海難救助、負傷者の搬送中における怪我の処置や減圧処理などを学ぶ。
特殊部隊戦闘潜水監督員課程（3週間）
これは経験豊かな戦闘潜水員向けのものであり、参加するにはまず特殊部隊戦闘潜水員資格課程を修了する必要がある。この課程では潜水活動や水中作戦の計画立案と実行のために必要な技能を学ぶ。この課程を修了した者には特殊作戦潜水監督員徽章が与えられる。
特殊部隊上級偵察・目標分析・開拓技能課程（8週間）
敵支配地域の潜入と脱出、さらにその中における隠密偵察技術などを学ぶ。
特殊部隊狙撃兵課程（6週間）
特殊作戦目標捕捉課程とも呼ばれ、特定目標に対する追跡捜索法、スカウト/スナイパー(斥候狙撃)技能などを学ぶ。
特殊部隊上級都市型戦闘プログラム
市街地における高度で専門的な戦闘技術を学ぶ。このプログラムを立案したのは、1999年5月に当時の特殊部隊コマンド司令官を務めていたWilliam G. Boykin准将である。彼は過去、デルタフォース司令官を務めていた際に経験したソマリアでの出来事を教訓としてこのプログラムを立ち上げた。

## グリーンベレーの由来
陸軍特殊部隊の通称として、緑色のベレー帽（グリンベレー）が存在するが、この通称は特殊部隊創設当初から存在していたものではない。元々、緑色のベレー帽は精強といわれる英国王立海兵隊（ロイヤルマリーン）が着用していたもので、それを気に入った第10特殊部隊グループのHerbert R. Brucker少佐が1953年に初めて持ち込んだ。それが翌年には第77特殊部隊グループにも広がり、ODFA-32隊長だったRoger Pezzelle中尉が自らのチームの非公式ヘッドギアとして採用した。そして、1955年には両グループ共に自分達の精強さと独自性を表すシンボルとしてグリンベレーを制帽に指定したのである。しかし、陸軍上層部はベレー帽を快く思っておらず、高級将校達の中では議論が沸き起こった。当時、ヨーロッパ諸国の軍隊の特徴ともいえたベレー帽を伝統ある米陸軍に持ち込むことに対する強い反発や、新興であった特殊部隊の主張が特殊作戦に無理解な軍部保守派の逆鱗に触れたことがその理由である。
だが、1961年、当時の特殊部隊総司令官だったウイリアム・P・ヤーボロー准将は、非在来戦に強い興味を抱いているジョン・F・ケネディ大統領がフォートブラッグを訪問することを知ると、すぐさま大統領の側近に連絡を取り、ベレー帽着用を公認するように打診した。そして、訪問日に特殊部隊を閲兵して満足した大統領は同年9月25日に全ての特殊部隊員に対してグリンベレーの正式着用許可を与え、これによって特殊部隊のシンボルおよび通称として「グリーンベレー」が使われるようになった。

## 主な登場作品
グリンベレーが登場する著名な作品。フィクションには頻繁に登場するためか、特殊部隊の中でも特に知名度が高い。

### 映画
- 「ホース・ソルジャー」:不朽の自由作戦における作戦を題材としたクリス・ヘムズワース主演の映画
- 「グリーン・ベレー」:ロビン・ムーアの小説をジョン・ウェイン主演で映画化
- 「地獄の黙示録」:フランシス・フォード・コッポラ監督の映画
- 「ランボー」:シルベスター・スタローン主演の映画

### ドラマ
元隊員の主人公らが活躍する「特攻野郎Aチーム」など、

### 音楽
当時現役隊員だったバリー・サドラー軍曹の歌った「グリーン・ベレーのバラード」

## 不祥事
2025年1月1日に米ラスベガスのトランプホテル敷地内でテスラのサイバートラックが爆発炎上した事件で、1月3日、車内にいた男がドイツでグリーンベレー第10特殊部隊グループの現役隊員として勤務し、事件当時は休暇中であったことが判明した。